# Carrer Major de Cercs
Carrer Major de Cercs és una obra del municipi de Cercs (Berguedà) inclosa en l'Inventari del Patrimoni Arquitectònic de Catalunya.

## Descripció
Es tracta d'un carrer de perfil estret, irregular format per cases entre mitgeres, la major part de planta baixa i pis amb parament de pedra irregular deixat a la vista i cobertes de teula àrab.

## Història
L'actual nucli de Cercs no correspon amb l'enclavament històric més important, Sant Andreu de Cercs, St. Salvador de la Vedella, Sta. Maria de la Baells. L'actual centre del municipi ocupa un racó de la coneguda amb el nom del pont del Rabentí, prop del lloc on ara desaigua el pantà de la Baells.